# 1662 Hoffmann
1662 Hoffmann (A923 RB) là một tiểu hành tinh vành đai chính được phát hiện ngày 11 tháng 9 năm 1923 bởi Reinmuth, K. ở Heidelberg.